# بنبان طويل الزعانف
بنبان طويل الزعانف (الاسم العلمي: Trachinotus goreensis) (بالإنجليزية: Longfin pompano)‏ هو نوع من الأسماك يتبع جنس البنبان من فصيلة الشيميات.